# Punitovci
Punitovci es un municipio de Croacia en el condado de Osijek-Baranya.

## Geografía
Se encuentra a una altitud de 91 m s. n. m. a 251 km de la capital nacional, Zagreb.

## Demografía
En el censo 2011 el total de población del municipio fue de 1803 habitantes, distribuidos en las siguientes localidades:
- Josipovac Punitovački - 787
- Jurjevac Punitovački - 317
- Krndija - 64
- Punitovci - 635

| Gráfica de población de Punitovci 1857-2011                         |
|                                                                     |
| Según los censos de población de la oficina estadística de Croacia. |